# 第一次伊松佐河之役
第一次伊松佐河之役（First Battle of the Isonzo）發生於1915年6月23日至7月7日，在意大利伊松佐河附近爆發, 當時二十萬名意軍先發動進攻, 試圖驅逐駐守在伊松佐河和附近山區的十萬名奥匈帝国军队, 但意軍的炮火未能充份掩護意軍, 令在高地的奧軍成功守住防線。

## 過程
1915年5月23日，意大利王国向奧匈帝國宣戰。意軍統帥部計劃在北部交通不便的阿爾卑斯山區實施防禦，而在距塞爾維亞較近且利於進攻的東部邊境向伊松佐河地區發動大規模進攻。奧軍因主力部隊陷於东线战场，決定在義大利方向實施防禦，重點防禦伊松佐河地區。戰前，奧軍控制伊松佐河所有渡口和東岸的巴因西扎高地及卡爾索高地，並在托爾明諾和戈里齊亞築有堅固的橋頭陣地。
5月23日～6月22日，意軍經邊境作戰擊退伊松佐河西岸的奧軍；6月23日發動戰役，企圖奪占的里雅斯特。總參謀長路易吉·卡多爾納指揮意第2、第3集團軍（19個師近20萬人），分三路進攻伊松佐河東岸奧軍陣地：左路攻擊托爾明諾和蒙特內羅山，切斷戈里齊亞至維也納的鐵路線，阻擊奧軍援兵；中路主攻戈里齊亞橋頭陣地；右路進攻卡爾索高地，切斷海岸鐵路線。同時，意海軍封鎖的里雅斯特的海上交通。奧軍斯韋托扎爾·博羅埃維奇指揮13個師約10萬人，堅守東岸的要塞和高地。意軍強渡伊松佐河後，向奧軍陣地發起全面突擊。奧軍憑險據守，以猛烈的火力和頑強的反衝擊擊退意軍多次強攻。7月7日，意軍進攻受挫。